# Вела Нигринова
Вела Нигринова (Љубљана, 14. новембар 1862 – Београд, 31. децембар 1908) била је чувена српска глумица словеначког порекла. Захваљујући великом таленту и снажном утицају на развој глуме крајем 19. и почетком 20. века заузима једно од најважнијих места у историји српског позоришта. Нигринова је свемоћно владала београдском сценом и била називана српском Саром Бернар. За време Српско-бугарског рата 1885. радила је као добровољна болничарка и шила рубље за српске војнике и рањенике.

## Биографија
Вела Нигринова рођена је 14. новембра 1862. у Љубљани, по оцу Чехиња, по мајци Немица. Отац Август је био службеник на железници. Породица Нигринов имала је четири ћерке: Велу (Августу), Марију, Гизелу и Матилду. Све четири сестре постале су позоришне глумице и певачице. На позоришној сцени Вела је дебитовала 1876. године, да би већ 1882. године, на позив Даворина Јенка, прешла у Београд где је, у Народном позоришту, остварила блиставу каријеру.
Према казивањима савременика, Вела је у почетку имала низ проблема, јер је тешко учила српски језик. Живела је са Даворином Јенком, који је од ње био старији двадесет седам година. Ипак, брзо се и у потпуности уклопила у тадашњу београдску средину и прихватила њен дух и менталитет, поставши једна од највиђенијих гошћи у Скадарлији. У овој чувеној београдској четврти Вела се дружила са тадашњим чувеним боемима: управником Народног позоришта Петром Добриновићем, режисером Алексом Бачванским, глумцима Чича Илијом Станојевићем, Светиславом Динуловићем, Милорадом Гавриловићем, Тошом Јовановићем, Добрицом Милутиновићем, а била је позивана и међу дворске даме краљице Наталије.
Преминула је 31. децембра 1908. године. Сахрањена је на београдском Новом гробљу, о трошку државе Србије. Њена смрт била је један од најпотреснијих догађаја тога доба у српској престоници. На вечни починак испратиле су је хиљаде Београђана. Даворин Јенко је продао њихову кућу у Београду и вратио се у родну Словенију. Умро је шест година касније.

### Урбане легенде
Прича се да је Вела Нигринова због своје необичне лепоте и изузетне појаве изазивала „немир у мушким срцима”. Познато је да су због ње два ондашња министра ишла и на двобој. Ипак, најлепша прича о опчињености Велином лепотом јесте прича о књижевнику Јанку Веселиновићу, иако познаваоци тврде да она за то није давала повода, нити је одговарала на његове љубавне сигнале. Прича се да је чувени позоришни комад "Ђидо" чувени књижевник написао управо због ње, наменивши јој улогу Љубице. Чак је у првом чину облачио мачванску ношњу и певао у хору, како би Велин наступ био што успешнији.

### Инспирација уметника
Вела Нигринова обележила је медијски простор српске престонице крајем 19. века. Њена несвакидашња екстраваганција, могућност метаморфозе и канонизовани тип лепоте (црна коврџава коса, крупне очи, бела пут) допринели су да постане инспирација фотографа Милана Јовановића и сликара Ђорђа Крстића. Бројне фотографије Веле Нигринове откривају вишеслојност њеног глумачког лика, помоћу којег је изградила имиџ неприкосновене диве српског глумишта с краја 19. века.

## Глумачка каријера
Глумачку каријеру Вела Нигринова започиње са непуних 14 година, 19. априла 1876. главном улогом у комаду „Ловудска сиротица”, немачке глумице и списатељице Шарлот Бирх-Пфајфер. Већ у свом првом наступу Вела показује велики таленат. Године 1882. на позив Даворина Јенка, прелази у Београд где добија ангажман у београдском Народном позоришту. Пред београдском публиком први пут наступа 21. октобра 1882. године, у представи "Дебора". У Народном позоришту обележила је и 25-огодишњицу рада, 23. октобра 1907. године, улогом Магде у Судермановој драми „Дом”. Последњи пут је наступила пред београдском публиком 28. маја 1908. као царица Теодора.

### Гостовања
Осим на сцени београдског Народног позоришта, Вела Нигринова наступала је и на сцени Српског народног позоришта у Новом Саду. Гостовала је и у Загребу, Софији, родној Љубљани, Прагу... Из Прага је чак стигао и позив за ангажман у Чешком народном позоришту. Вела је одбила понуду уз изјаву да је "Србија њена најдража домовина".

### Улоге
Вела Нигринова је остварила велики број запажених улога, око четири стотине. Играла је трагичне хероине подједнако добро као и наивне девојчице. Памте се, између осталих, њене улоге:
- Јулија (ромео и Јулија),
- Нора (Нора),
- Офелија (Хамлет),
- Маргарет Готје (дама с камелијама),
- Еболи (Дон Карлос),
- Есмералда (Звонар Богородичине цркве),
- Марија Стјуарт (Марија Стјуарт),
- Ђована (Мона Вана),
- Дебора (Дебора),
- Сафо (Сафо),
- Катарина (Мадам Сан Жен),
- Теодора (Цар проводаџија)...

## Сећања
Данас једна улица у Београду, на општини Врачар, носи име Веле Нигринове.
У Београду је, 29. марта 2012. године, у Музеју позоришне уметности Србије отворена изложба поводом 150. годишњице рођења истакнуте драмске уметнице Августе Веле Нигринове.
У сарадњи са предузећем „Југомарка“ Удружење драмских уметника Србије је објавио неколико серија поштанских марака са ликовима својих чланова. У 4. серији, објављеној 2009. године налази се и марка са ликом Веле Нигринове.
Додељен јој је Орден Светог Саве четвртог степена.